# Kurudere (Turkije)
Yukarıkurudere is een dorp in de provincie Afyonkarahisar in centraal Turkije met 420 inwoners. Yukarıkurudere is centraal gelegen ten zuiden van de berg Emirdağ, ongeveer 1276 m boven de zeespiegel. De dorp ontstaat uit 3 buurten: Palıtlı, Mazı en Mahrumlu.
Yukarıkurudere heeft geen winkels. Maar er komen handelaars van buursteden om brood te verkopen. Voor andere inkopen gaan de inwoners zelf met hun voertuig naar de naburige stad Emirdag. De inwoners van dit dorp komen voornamelijk uit de provincie Yozgat. In de Turks-Griekse Oorlog verbleven de Griekse soldaten in dit gebied. De inwoners van het dorp waren vroeger nomadisch of beter bekend als Yörük en zijn de afstammelingen van de Avşar Turken die een deel uitmaaken van de Oğuz Turken. Ze behoren ook tot de Morcalı (Moğcalı) stam. Dat betekent ook dat ze tot de Bozulus stammen confederatie behoren die in de Vroegmoderne Tijd een belangrijke rol had in het Ottomaanse leger.
Het dorp is bekend vanwege een paleis dat in een grot was gevestigd. Daar hebben rijke mensen gewoond in de tijd die voorafging aan de Ottomaanse tijd, de Byzantijnse tijd. Er wordt beweerd dat er zich in dit paleis nog heel veel goud zou bevinden. Er is in dit dorp nog meer goud maar dit mag niet meegenomen worden. Een inwoner die dat wel deed, is daarvoor bestraft met gevangenisstraf.
Als bezettinggebied heeft Kurudere de Hittieten, de Lidiërs, de Perzen, de Hellenen, de Romeinen en de Byzantijnen als gastheer ontvangen maar nu bestaat het dorp alleen maar uit Oğuz Turken.